# Фауна України (довідник)
«Фа́уна Украї́ни» — монументальна багатотомна серія наукових монографій із систематики тварин, які одночасно є довідниками і визначниками. Видається з 1956 року Інститутом зоології імені І. І. Шмальгаузена НАН України. Має охопити всі види тварин, які поширені в Україні. Заплановано видання 40 томів, більшість з яких має складатися з декількох окремих випусків (подекуди понад 20), причому деякі випуски складаються з двох частин або книг, кожна з яких є окремою монографією. Станом на 2022 рік видано 76 книг (46 — українською, 30 — російською мовою) 74 випусків 29 томів, що охоплюють близько 5800 видів. Кожен випуск охоплює певну систематичну групу тварин — таксон, наприклад, ряд чи надродину (залежно від кількості видів у таксоні). Нумерація томів і випусків не хронологічна, залежить від систематичного положення групи тварин.

## Історія

Том 5: Птахи. Вип. 2: Хижі птахи (1977)

Виходить з 1956 року з ініціативи академіка І. Г. Підоплічка. До першого складу редакційної колегії серії входили В. Г. Касьяненко (голова), І. Д. Білановський, О. П. Маркевич та сам І. Г. Підоплічко. За кілька років до складу колегії увійшли також М. А. Воїнственський і Г. В. Бошко.
Першою опублікованою монографією серії став перший випуск першого тому, який було присвячено загальній характеристиці ссавців (автор І. Г. Підоплічко) і описам двох рядів — кажанів (В. І. Абелєнцев та Б. М. Попов) та комахоїдних (В. І. Абелєнцев, І. Г. Підоплічко).
Перші томи «Фауни України» присвячені описові хребетних, наступні — безхребетних, два останні — історії фауни України, її зоогеографічній характеристиці та історії дослідження. «Фауна України» — значне досягнення українських зоологів, яке відповідає найвищим вимогам світової систематики. Використовуючи великі музейні збірки, «Фауна України» узагальнює багаторічні дослідження тваринного світу України та показує, які питання зоогеографії ще не вивчені. Для кожної родини, роду та виду подано відповідні діагнози, таблиці для їх визначення, подано синоніміку виду, його опис і поширення, екологічні особливості тощо.
Очоливши 1965 року Інститут зоології І. Г. Підоплічко став також головою редакційної колегії «Фауни України». У другій половині 1960-х років до складу комісії входили: І. Г. Підоплічко (голова), М. А. Воїнственський, В. Г. Касьяненко, О. П. Маркевич, В. Г. Пучков, І. Т. Сокур, Г. В. Бошко (секретар). На початку 1970-х років на посаді секретаря колегії Г. В. Бошка змінив С. Г. Погребняк.
Після смерті І. Г. Підоплічка редакційну колегію серії очолив новий директор Інституту зоології В. О. Топачевський.
Для монографій серії з 1977 року зазначався такий склад редакційної колегії: В. О. Топачевський (голова), В. Г. Касьяненко, О. П. Маркевич, М. А. Воїнственський, В. Г. Долін, В. Г. Пучков, І. Т. Сокур, В. І. Монченко (секретар). Згодом до цього складу редакційної колегії приєднався також М. М. Щербак. У такому складі, за виключенням померлого у 1981 році академіка В. Г. Касьяненка, редакційна колегія «Фауни України» проіснувала до середини 1990-х років. За цього складу редакційної колегії було видано 43 монографії серії.
У 1990-х роках державне фінансування серії було припинено і з 1994 року, коли було видано дві «Фауни України», тривалий час нові випуски не виходили. Наступну монографію серії видано лише у 2001 році, вона стала єдиною (станом на 2016 рік), що не була надрукована у видавництві НАН Україні, та єдиною, що не видана державним коштом. Згодом, з 2004 року, окремі монографії серії почали видаватися за державним замовленням.
У монографіях, виданих 2001, 2004 та 2005 року, зазначено такий склад редакційної колегії серії: І. А. Акімов (голова), В. О. Топачевський, В. Г. Долін, В. І. Монченко, М. Д. Зерова, Є. М. Писанець, О. Г. Радченко, В. П. Шарпило, В. І. Лисенко, А. Я. Щербуха, Г. А. Городиська, І. В. Довгаль (секретар). Станом на 2010 рік, коли опубліковано наступну монографію серії, вищезазначений склад редакційної колегії скоротили до восьми осіб.
У монографіях серії, виданих 2013 року, зазначено такий склад редакційної колегії: І. А. Акімов (голова), І. В. Довгаль (секретар), В. І. Монченко, М. Д. Зерова, О. Г. Радченко, В. О. Корнєєв, С. В. Межжерін, В. В. Корнюшин, Й. І. Черничко, Ю. В. Мовчан, В. О. Харченко.
Станом на 2016 рік до редакційної колегії серії входили: І. А. Акімов (голова), В. О. Корнєєв (секретар), В. І. Монченко, М. Д. Зерова, О. Г. Радченко, С. В. Межжерін, В. В. Корнюшин, Й. І. Черничко, В. О. Харченко, Ю. К. Куцоконь. У 2019 році склад колегії залишився тим самим, за виключенням померлого академіка В. І. Монченка.

## Хронологія виходу монографій
Нижче наведений перелік видання монографій розподіляється за десятиліттями таким чином:
1950-ті — 3 монографії (1956, 1957, 1959)
1960-ті — 8 монографій
1970-ті — 19 монографій
1980-ті — 29 монографій
1990-ті — 7 монографій (до 1994)
2000-ні — 3 монографії (2001, 2004, 2005)
2010-ті — 6 монографій (2010, по дві у 2013 і 2016, одна у 2019)
2020-ті — 1 монографія (станом на 2022)

## Список виданих монографій серії «Фауна України»
| Том | Назва тому                              | Вип. | Назва монографії та посилання на файл | Автори                                                                        | Рік  | Стор. | Мова       | Таксони                                                                                              | Видів    |
| --- | --------------------------------------- | ---- | --- | ----------------------------------------------------------------------------- | ---- | ----- | ---------- | --- | -------- |
| 1   | Ссавці                                  | 1    | Загальна характеристика ссавців. Комахоїдні, кажани | Абелєнцев Василь Ісакович, Підоплічко Іван Григорович, Попов Борис Михайлович | 1956 | 448   | українська | Insectivora, Chiroptera                                                                              | 41       |
| 1   | Ссавці                                  | 3    | Куницеві | Абелєнцев Василь Ісакович                                                     | 1968 | 278   | українська | Mustelidae                                                                                           | 12       |
| 4   | Птахи                                   | -    | Загальна характеристика птахів. Курині. Голуби. Рябки. Пастушки. Журавлі. Дрофи. Кулики. Мартини                                                                                              | Кістяківський Олександр Богданович                                            | 1957 | 432   | українська | Galliformes, Columbiformes, Pteroclidiformes, Gruiformes, Charadriiformes                            | 100      |
| 5   | Птахи                                   | 1    | Гагари, норці, трубконосі, веслоногі, голінасті, фламінго | Смогоржевський Леонід Олександрович                                           | 1979 | 183   | українська | Gaviiformes, Podicipediformes, Procellariiformes, Pelecaniformes, Ciconiiformes, Phoenicopteriformes | 28       |
| 5   | Птахи                                   | 2    | Хижі птахи | Зубаровський Віталій Михайлович                                               | 1977 | 332   | українська | Falconiformes                                                                                        | 33       |
| 5   | Птицы                                   | 3    | Гусеобразные | Лисенко Валерій Іванович                                                      | 1991 | 208   | російська  | Anseriformes                                                                                         | 34       |
| 7   | Земноводні та плазуни                   | -    | Земноводні та плазуни | Таращук Володимир Іванович                                                    | 1959 | 246   | українська | Amphibia, Reptilia                                                                                   | 37       |
| 8   | Риби                                    | 1    | Личинкохордові (асцидії, апендикулярії), безчерепні (головохордові), хребетні (круглороті, хрящові риби, кісткові риби-осетрові, оселедцеві, анчоусові, лососеві, харіусові, щукові, умброві) | Павлов Петро Йосипович                                                        | 1980 | 352   | українська | Tunicata, Cephalochordata, Cyclostomata, Chondrichthyes, Actinopterygii (частина)                    | 58       |
| 8   | Риби                                    | 2    | Коропові. Част. 1. Плітка, ялець, гольян, краснопірка, амур, білизна, верховка, лин, чебачок амурський, підуст, пічкур, марена                                                                | Мовчан Юрій Васильович, Смірнов Альберт Іванович                              | 1981 | 423   | українська | Cypriniformes (частина)                                                                              | 28       |
| 8   | Риби                                    | 2    | Коропові. Част. 2. Шемая, верховодка, бистрянка, плоскирка, абраміс, рибець, чехоня, гірчак, карась, короп, гіпофтальміхтис, аристихтис                                                       | Мовчан Юрій Васильович, Смірнов Альберт Іванович                              | 1983 | 360   | українська | Cypriniformes (частина)                                                                              | 19       |
| 8   | Риби                                    | 3    | Вьюновые, сомовые, икталуровые, пресноводные угри, конгеровые, саргановые, тресковые, колюшковые, игловые, гамбузиевые, зеусовые, сфиреновые, кефалевые, атериновые, ошибневые                | Мовчан Юрій Васильович                                                        | 1988 | 366   | російська  | Actinopterygii (частина)                                                                             | 32       |
| 8   | Риби                                    | 4    | Окунеподібні (окуневидні, губаньовидні, драконовидні, собачковидні, піщанковидні, ліровидні, скумбрієвидні)                                                                                   | Щербуха Анатолій Якович                                                       | 1982 | 380   | українська | Perciformes (частина)                                                                                | 32       |
| 8   | Риби                                    | 5    | Окунеобразные (бычковидные), скорпенообразные, камбалообразные, присоскоперообразные, удильщикообразные                                                                                       | Смірнов Альберт Іванович                                                      | 1986 | 318   | російська  | Perciformes (частина)                                                                                | 40       |
| 10  | Рогохвости та пильщики                  | 2    | Тентредоподібні пильщики. Цимбіциди. Бластикотоміди | Єрмоленко Валерій Михайлович                                                  | 1972 | 199   | українська | Blasticotomidae, Cimbicidae                                                                          | 29       |
| 10  | Рогохвости та пильщики                  | 3    | Тентредоподібні пильщики. Аргіди. Дипріоніди. Тентрединіди (селандріїни, долерини) | Єрмоленко Валерій Михайлович                                                  | 1975 | 374   | українська | Argidae, Diprionidae, Tenthredinidae (частина)                                                       | 116      |
| 11  | Паразитичні перетинчастокрилі           | 1    | Іхневмоніди-фітодієтині | Толканіц Валентина Гнатівна                                                   | 1981 | 143   | українська | Phytodietini                                                                                         | 40       |
| 11  | Паразитические перепончатокрылые        | 2    | Ихневмониды-метопиины | Толканіц Валентина Гнатівна                                                   | 1987 | 209   | російська  | Metopiinae                                                                                           | 116      |
| 11  | Паразитичні перетинчастокрилі           | 8    | Хальциди-ториміди. Триба ториміні (Chalcidoidea, Torymidae, Toryminae, Torymini) | Зерова Марина Дмитрівна, Серьогіна Людмила Яківна                             | 2016 | 200   | українська | Torymini                                                                                             | 86       |
| 11  | Паразитичні перетинчастокрилі           | 9    | Хальциди-евритоміди | Зерова Марина Дмитрівна                                                       | 1978 | 460   | українська | Eurytomidae                                                                                          | 184      |
| 11  | Паразитические перепончатокрылые        | 10   | Проктотрупоидные наездники-сцелиониды подсемейства сцелионины и теленомины | Кононова Світлана Василівна                                                   | 1992 | 252   | російська  | Scelionidae (частина)                                                                                | 147      |
| 12  | Бджолині                                | 4    | Бджоли-колетиди | Осичнюк Ганна Захарівна                                                       | 1970 | 156   | українська | Colletidae                                                                                           | 53       |
| 12  | Бджолині                                | 5    | Бджоли-андреніди | Осичнюк Ганна Захарівна                                                       | 1977 | 326   | українська | Colletidae                                                                                           | 160      |
| 13  | -                                       | 1    | Кровосисні мокреці | Шевченко Ганна Кіндратіївна                                                   | 1977 | 254   | українська | Ceratopogonidae, Leptoconopidae                                                                      | 67       |
| 13  | -                                       | 4    | Гедзі. Diptera, Tabanidae | Бошко Георгій Володимирович                                                   | 1973 | 207   | українська | Tabanidae                                                                                            | 69       |
| 14  | -                                       | 1    | Комарі-довгоноги | Савченко Євген Миколайович                                                    | 1966 | 550   | українська | Tipulidae                                                                                            | 143      |
| 14  | Длинноусые двукрылые                    | 2    | Комары-лимонииды (общая характеристика, подсемейства педициины и гексатомины) | Савченко Євген Миколайович                                                    | 1986 | 380   | російська  | Pediciinae, Hexatominae                                                                              | 106      |
| 14  | Довговусі двокрилі                      | 3    | Комарі-лімоніїди (підродина еріоптерини) | Савченко Євген Миколайович                                                    | 1982 | 336   | українська | Eriopterinae                                                                                         | 153      |
| 14  | Длинноусые двукрылые                    | 4    | Комары-лимонииды. Подсемейство лимонииды | Савченко Євген Миколайович                                                    | 1985 | 180   | російська  | Limoniinae                                                                                           | 71       |
| 15  | Молі горностаєві                        | 6    | Іпономеутиди, аргірестиїди (Yponomeutidae, Argyresthiidae) | Гершензон Злата Сергіївна                                                     | 1974 | 132   | українська | Yponomeutidae, Argyresthiidae                                                                        | 40       |
| 15  | Чешуекрылые                             | 7    | Моли-плютеллиды (Lepidoptera, Plutellidae) | Гершензон Злата Сергіївна, Кожевнікова Валентина Анатоліївна                  | 2013 | 134   | російська  | Plutellidae                                                                                          | 44       |
| 15  | Листовійки                              | 10   | Тортрицини (Tortricinae) | Костюк Юрій Олексійович                                                       | 1980 | 422   | українська | Tortricinae                                                                                          | 106      |
| 16  | Совки квадрифіноїдного комплексу        | 6    | Ніктеоліни, вусатки, стрічкарки, отреїни, евтеліїни, пантеїни, металовидки, яспідиїни | Ключко Зоя Федорівна                                                          | 1978 | 414   | українська | Noctuidae (частина)                                                                                  | 127      |
| 17  | -                                       | 4    | Блохи | Юркіна Віра Іванівна                                                          | 1961 | 152   | українська | Siphonaptera                                                                                         | 90       |
| 19  | Жуки                                    | 3    | Жуки-ковалики. Агрипніни, негастріїни, диміни, атоїни, естодини | Долін Володимир Гдаліч                                                        | 1982 | 288   | українська | Elateridae (частина)                                                                                 | 81       |
| 19  | Жуки                                    | 4    | Жуки-щелкуны. Кардиофорины и элатерины | Долін Володимир Гдаліч                                                        | 1988 | 202   | російська  | Elateridae (частина)                                                                                 | 87       |
| 19  | Жесткокрылые                            | 9    | Жуки-горбатки | Односум Володимир Костянтинович                                               | 2010 | 264   | російська  | Mordellidae                                                                                          | 87       |
| 19  | Жесткокрылые                            | 10   | Жуки-чернотелки (Coleoptera, Nenebrionidae) | Чернєй Любов Сергіївна                                                        | 2005 | 428   | російська  | Nenebrionidae                                                                                        | 102      |
| 19  | Жуки                                    | 16   | Жуки-листоїди. Хризомеліни | Бровдій Василь Михайлович                                                     | 1977 | 385   | українська | Chrysomelinae                                                                                        | 93       |
| 19  | Жуки                                    | 17   | Жуки-листоїди. Галеруцини | Бровдій Василь Михайлович                                                     | 1973 | 194   | українська | Galerucinae                                                                                          | 36       |
| 19  | Жуки                                    | 20   | Жуки-листоїди. Щитоноски і шипоноски | Бровдій Василь Михайлович                                                     | 1983 | 188   | українська | Cassidinae, Hispinae                                                                                 | 33       |
| 20  | -                                       | 2    | Фулгороїдні цикадові Fulgoroidea | Логвиненко Валентина Миколаївна                                               | 1975 | 287   | українська | Fulgoroidea                                                                                          | 157      |
| 20  | -                                       | 7    | Попелиці-ляхніди | Мамонтова Віра Олексіївна                                                     | 1972 | 228   | українська | Lachnidae                                                                                            | 46       |
| 20  | Кокциди                                 | 18   | Червці пластинчасті, гігантські та борошнисті Ortheziidae, Margarodidae, Pseudococcidae | Терезникова Євгенія Михайлівна                                                | 1975 | 295   | українська | Coccoidea (частина)                                                                                  | 81       |
| 20  | Кокциди                                 | 19   | Повстярі, кермеси, червці парнозалозисті та несправжньощитівки | Терезникова Євгенія Михайлівна                                                | 1981 | 215   | українська | Coccoidea (частина)                                                                                  | 80       |
| 20  | Кокциди                                 | 20   | Щитовки | Терезникова Євгенія Михайлівна                                                | 1986 | 132   | російська  | Diaspididae                                                                                          | 73       |
| 21  | Напівтвердокрилі                        | 1    | Щитники | Пучков Василь Георгійович                                                     | 1961 | 338   | українська | Pentatomidae                                                                                         | 120      |
| 21  | Напівтвердокрилі                        | 2    | Крайовики | Пучков Василь Георгійович                                                     | 1962 | 162   | українська | Coreoidea                                                                                            | 55       |
| 21  | Напівтвердокрилі                        | 3    | Лігеїди | Пучков Василь Георгійович                                                     | 1969 | 388   | українська | Lygaeoidae                                                                                           | 160      |
| 21  | Напівтвердокрилі                        | 4    | Беритиди, червоноклопи, пієзматиди, підкорники і тингіди | Пучков Василь Георгійович                                                     | 1974 | 332   | українська | Berytiae, Pyrrhocoridae, Piesmatidae, Aradidae, Tingidae                                             | 127      |
| 21  | Полужесткокрылые                        | 5    | Хищнецы | Пучков Павло Васильович                                                       | 1987 | 247   | російська  | Reduviidae                                                                                           | 33       |
| 22  | Воші, пухоїди                           | 3    | Воші | Сергієнко Галина Дмитрівна                                                    | 1974 | 110   | українська | Anoplura                                                                                             | 32       |
| 22  | Воші, пухоїди                           | 5    | Пухоїди-менопоноїди. Ч. 1. Родини сомафантиди, менопоніди, псевдоменопоніди | Федоренко Іраїда Олександрівна                                                | 1983 | 168   | українська | Menoponoidea (частина)                                                                               | 70       |
| 22  | Вши, пухоеды                            | 9    | Пухоеды-филоптериды. Ч. 2. Подсемейство филоптерины | Федоренко Іраїда Олександрівна                                                | 1987 | 166   | російська  | Philopterinae                                                                                        | 83       |
| 24  | Мохуватки                               | 1    | Мохуватки | Брайко Валентина Дмитрівна                                                    | 1983 | 120   | українська | Bryozoa                                                                                              | 23       |
| 25  | Іксодові кліщі                          | 1    | Зовнішня і внутрішня будова, екологія, систематика, поширення та шкідливість іксодових кліщів                                                                                                 | Ємчук Єлизавета Миронівна                                                     | 1960 | 163   | українська | Ixodidae                                                                                             | 31       |
| 25  | Клещи                                   | 21   | Низшие орибатиды | Сергієнко Галина Дмитрівна                                                    | 1994 | 203   | російська  | Oribatida (частина)                                                                                  | 98       |
| 26  | Высшие ракообразные                     | 1/2  | Десятиногие ракообразные | Макаров Юрій Миколайович                                                      | 2004 | 430   | російська  | Decapoda                                                                                             | 36       |
| 26  | Вищі раки                               | 3    | Річкові раки | Бродський Семен Якович                                                        | 1981 | 210   | українська | Astaciae                                                                                             | 20       |
| 26  | Высшие ракообразные                     | 5    | Бокоплавы | Грезе Іраїда Іванівна                                                         | 1985 | 172   | російська  | Amphipoda                                                                                            | 66       |
| 26  | Высшие ракообразные                     | 7    | Мизиды (Mysidacea) | Комарова Тетяна Іванівна                                                      | 1991 | 104   | російська  | Mysidacea                                                                                            | 23       |
| 27  | -                                       | 3    | Щелепнороті циклопоподібні, циклопи (Cyclopidae) | Монченко Владислав Іванович                                                   | 1974 | 452   | українська | Cyclopidae                                                                                           | 90       |
| 29  | Моллюски                                | 1    | Книга 1. Класс Панцирные или Хитоны, Класс Брюхоногие-Cyclobranchia, Scutibranchia и Pectinibranchia (часть)                                                                                  | Аністратенко Віталій В'ячеславович, Аністратенко Ольга Юріївна                | 2001 | 240   | російська  | Chitones, Prosobranchia (частина)                                                                    | 78       |
| 29  | Моллюски                                | 1    | Книга 2. Литторинообразные, риссоиобразные | Аністратенко Віталій В'ячеславович, Стадниченко Агнеса Полікарпівна           | 1994 | 176   | російська  | Prosobranchia (частина)                                                                              | 98       |
| 29  | Моллюски                                | 4    | Прудовиковообразные (пузырчиковые, витушковые, катушковые) | Стадниченко Агнеса Полікарпівна                                               | 1990 | 292   | російська  | Basommatophora (частина)                                                                             | 47       |
| 29  | Моллюски                                | 5    | Стебельчатоглазые (Stylommatophora) | Балашов Ігор Олександрович                                                    | 2016 | 592   | російська  | Stylommatophora + інші наземні молюски у додатку                                                     | 221 + 10 |
| 29  | Молюски                                 | 9    | Перлівницеві. Кулькові (Unionidae. Cycladidae) | Стадниченко Агнеса Полікарпівна                                               | 1984 | 382   | українська | Unionidae, Sphaeriidae                                                                               | 95       |
| 30  | П'явки                                  | -    | Зовнішня і внутрішня будова, екологія, систематика, поширення та практичне значення п'явок | Лукін Єфим Іудович                                                            | 1962 | 196   | українська | Hirudinea                                                                                            | 31       |
| 31  | Акантоцефалы                            | -    | Акантоцефалы (Acanthocephala) | Лісіцина Ольга Іванівна                                                       | 2019 | 224   | російська  | Acanthocephala                                                                                       | 59       |
| 32  | Нематоды                                | 3    | Акуариоидеи (Acuarioidea) | Смогоржевська Лідія Олексіївна                                                | 1990 | 188   | російська  | Acuarioidea                                                                                          | 43       |
| 33  | Моногенеи и цестоды                     | 3    | Давенеоидеи. Биутериноидеи. Парутериноидеи | Корнюшин Вадим Васильович                                                     | 1989 | 252   | російська  | Cestoda (частина)                                                                                    | 49       |
| 33  | Моногенеи и цестоды                     | 4    | Гименолепидоидеи: Аплопараксиды, Конфлюарииды, Эхиноринхотенииды (Hymenolepidoidea: Aploparaksidae, Confluariidae, Echinorhynchotaeniidae)                                                    | Корнюшин Вадим Васильович, Гребень Оксана Борисівна                           | 2022 | 294   | російська  | Cestoda (частина)                                                                                    | 67       |
| 34  | Трематоды                               | 3    | Плагиорхиаты (Plagiorchiata) | Шарпило Віктор Петрович, Іскова Надія Іванівна                                | 1989 | 279   | російська  | Plagiorchiata                                                                                        | 85       |
| 34  | Трематоды                               | 4    | Эхиностомататы | Іскова Надія Іванівна                                                         | 1985 | 198   | російська  | Echinostomatata                                                                                      | 87       |
| 36  | Инфузории                               | 1    | Суктории (Ciliophora, Suctorea) | Довгаль Ігор Васильович                                                       | 2013 | 267   | російська  | Suctorea                                                                                             | 102      |
| 36  | -                                       | 4    | Урцеоляріїди (перитрихи, мобілії) | Костенко Світлана Михайлівна                                                  | 1981 | 147   | українська | Urceolariidae                                                                                        | 70       |
| 37  | Споровики, книдоспоридии, микроспоридии | 4    | Миксоспоридии (Myxosporea) | Ісков Михайло Петрович                                                        | 1989 | 210   | російська  | Myxosporea                                                                                           | 188      |

## Неодноразові автори монографій серії «Фауна України»
| Автори                             | Монографій | З них без співавторів | Рік першої | Рік останньої | Сторінок | Видів | Групи            |
| ---------------------------------- | ---------- | --------------------- | ---------- | ------------- | -------- | ----- | ---------------- |
| Савченко Євген Миколайович         | 4          | 4                     | 1966       | 1986          | 1446     | 473   | Комарі           |
| Пучков Василь Георгійович          | 4          | 4                     | 1961       | 1974          | 1220     | 462   | Напівтвердокрилі |
| Бровдій Василь Михайлович          | 3          | 3                     | 1973       | 1983          | 767      | 162   | Твердокрилі      |
| Терезникова Євгенія Михайлівна     | 3          | 3                     | 1975       | 1986          | 642      | 234   | Червеці          |
| Стадниченко Агнеса Полікарпівна    | 3          | 2                     | 1984       | 1994          | 850      | 240   | Молюски          |
| Мовчан Юрій Васильович             | 3          | 1                     | 1981       | 1988          | 1149     | 79    | Риби             |
| Смірнов Альберт Іванович           | 3          | 1                     | 1981       | 1986          | 1101     | 87    | Риби             |
| Єрмоленко Валерій Михайлович       | 2          | 2                     | 1972       | 1975          | 573      | 145   | Пильщики         |
| Долін Володимир Гдаліч             | 2          | 2                     | 1982       | 1988          | 490      | 168   | Твердокрилі      |
| Осичнюк Ганна Захарівна            | 2          | 2                     | 1970       | 1977          | 482      | 213   | Бджоли           |
| Толканіц Валентина Гнатівна        | 2          | 2                     | 1981       | 1987          | 352      | 156   | Їздці            |
| Федоренко Іраїда Олександрівна     | 2          | 2                     | 1983       | 1987          | 334      | 153   | Пухоїди          |
| Сергієнко Галина Дмитрівна         | 2          | 2                     | 1974       | 1994          | 313      | 130   | Воші, Кліщі      |
| Абелєнцев Василь Ісакович          | 2          | 1                     | 1956       | 1968          | 726      | 53    | Ссавці           |
| Зерова Марина Дмитрівна            | 2          | 1                     | 1978       | 2016          | 660      | 270   | Їздці            |
| Корнюшин Вадим Васильович          | 2          | 1                     | 1989       | 2022          | 546      | 117   | Цестоди          |
| Іскова Надія Іванівна              | 2          | 1                     | 1985       | 1989          | 477      | 172   | Трематоди        |
| Гершензон Злата Сергіївна          | 2          | 1                     | 1974       | 2013          | 266      | 88    | Лускокрилі       |
| Аністратенко Віталій В'ячеславович | 2          | 0                     | 1994       | 2001          | 416      | 176   | Молюски          |

## Мова видань
З 1956 по 1984 рік усі видання з серії «Фауна України» виходили українською мовою, а з 1985 по 2016 рік — російською. З 1985 року вирішено публікувати монографії російською, після розпаду СРСР фінансування серії практично припинили, а після поновлення видання у 2000-х вибір мови (між російською та українською) залишався авторам. Оскільки більшість монографій серії стосуються не лише фауни України, але також всієї Східної Європи, а в деяких випадках всієї Палеарктики чи навіть світової фауни, автори переважно робили вибір на користь мови, доступної більш широкій науковій аудиторії (зокрема в Білорусі, Молдові, країнах Балтії, Казахстані тощо), не маючи при цьому можливості робити видання англійською мовою. Монографія М. Д. Зерової 2016 року поки що єдина в новітній історії серії, що надрукована українською мовою.